# 코니에 마레로

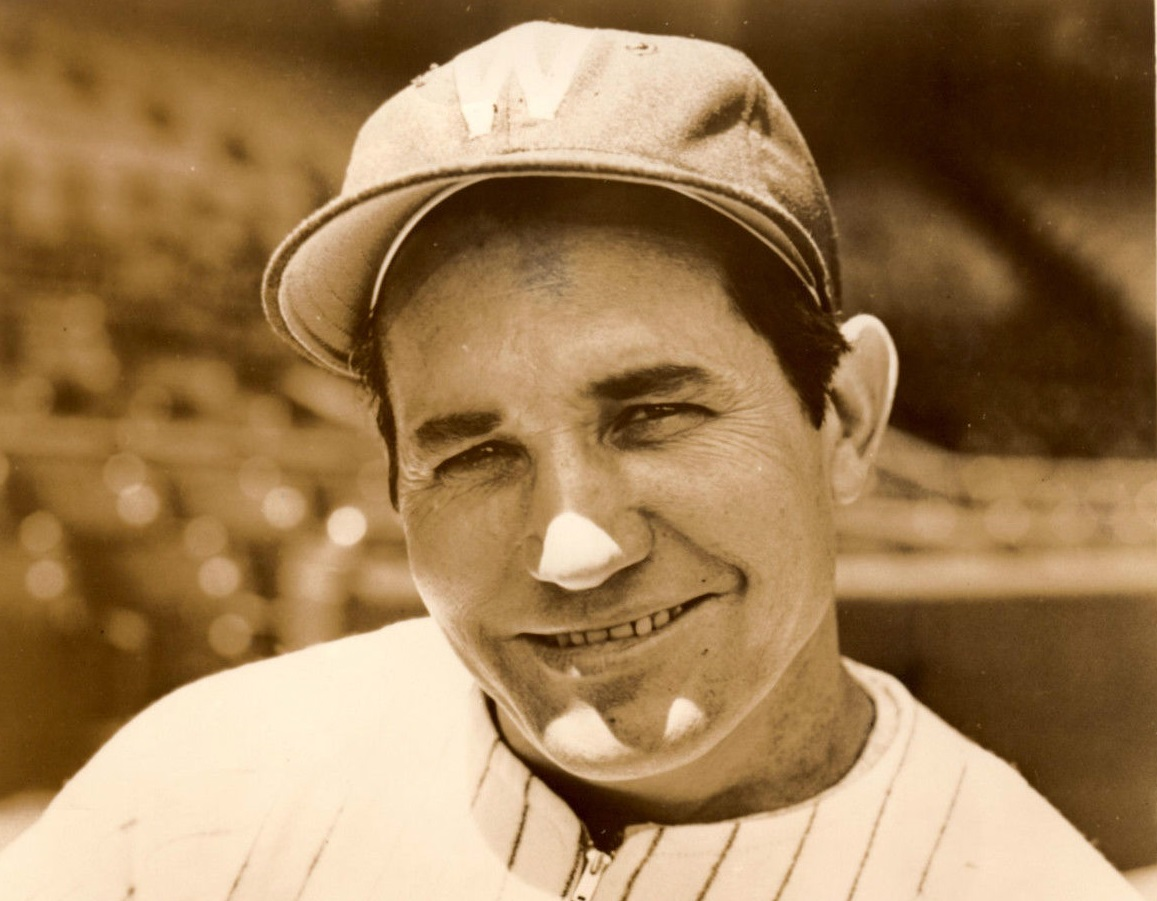
콘라도 에우헤니오 마레로 라모스

콘라도 에우헤니오 마레로 라모스(스페인어: Conrado Eugenio Marrero Ramos, 1911년 4월 25일 ~ 2014년 4월 23일)는 쿠바의 전 야구 선수이며, 포지션은 우완 투수이다. 흔히 코니에 마레로(Connie Marrero)라는 이름으로 알려져 있으며, 쿠바 북부의 한 시골 마을 출신인 것에 착안해 El Guajiro de Laberinto(라베린토의 농부라는 의미)이라는 별명을 얻기도 했다. 다소 느린 구속을 보유했으며, 커브, 슬라이더, 너클볼에 강점을 보였다.
1938년 시엔푸에고스의 아마추어 팀에서 27세라는 다소 늦은 나이에 야구 경력을 시작했으며, 1945년까지 쿠바 아마추어 리그에서 활약하며 명성을 얻었다. 또한 1939년부터 1943년까지 쿠바 야구 국가대표팀에 발탁되었으며, 팀의 야구 월드컵 우승 4회(1939년, 1940년, 1942년, 1943년) 및 준우승 1회(1941년)에 공헌하였다. 이후 1946년 큐반 리그의 알멘다레스에 입단했으며, 1947년 마이너 리그 소속이었던 플로리다 인터내셔널 리그의 아바나 쿠반스로 팀을 옮겨 활약하였다.
이후 1950년 메이저 리그의 워싱턴 세너터스와 계약했으며, 그 해 38세의 나이로 프로 무대에 데뷔하여 당시 메이저 리그 소속의 최고령 선수 중 한 명이 되었다. 그 뒤 1951년 아메리칸 리그 선발팀 소속으로 올스타전에 출전하는 등 인상적인 활약을 선보였으며, 1954년 은퇴를 선언하였다.
은퇴 이후 쿠바로 복귀해 아바나 슈가 킹스의 코치를 맡았으며, 쿠바 혁명 이후 피델 카스트로가 정권을 잡은 뒤에도 쿠바에 남아 1961년 출범한 쿠바 내셔널 시리즈의 인두스트리알레스에서 투수 코치로 활동하였다.
그 뒤 2011년 토미 말리노스키가 101세의 나이로 사망한 뒤에는 메이저 리그에서 활약했던 생존 인물 중 최고령으로 등극했으며, 2014년 4월 23일 아바나에 있는 자택에서 102세의 나이로 세상을 떠난 뒤에는 당시 98세였던 마이크 샌들록이 이어받게 되었다.